# Lysiopetalum corcyraeum
Lysiopetalum corcyraeum är en mångfotingart som beskrevs av Ludwig Carl Christian Koch 1867. Lysiopetalum corcyraeum ingår i släktet Lysiopetalum och familjen Callipodidae. Inga underarter finns listade i Catalogue of Life.